# Blechnaceae
Famille
Les Blechnaceae sont une famille de fougères qui peuvent être parfois arborescentes. 24 genres et 250 espèces y sont répertoriés avec une distribution cosmopolite

## Liste des genres
Selon Catalogue of Life (31 octobre 2016)
- genre Anchistea
- genre Austroblechnum
- genre Blechnidium
- genre Blechnopsis
- genre Blechnum L.
- genre Brainea
- genre Cleistoblechnum
- genre Cranfillia
- genre Diploblechnum
- genre Doodia R. Br.
- genre Icarus
- genre Lomaria
- genre Lomaridium
- genre Lomariocycas
- genre Lorinseria
- genre Neoblechnum
- genre Oceaniopteris
- genre Parablechnum
- genre Sadleria Kaulfuss.
- genre Salpichlaena
- genre Stenochlaena J. Sm.
- genre Struthiopteris
- genre Telmatoblechnum
- genre Woodwardia Sm.